# Liste der Monuments historiques in Estrennes
Die Liste der Monuments historiques in Estrennes führt die Monuments historiques in der französischen Gemeinde Estrennes auf.

## Liste der Objekte
| Bezeichnung                | Beschreibung                        | Standort                     | Kennzeichnung | Schutzstatus | Datum | Bild |
| -------------------------- | ----------------------------------- | ---------------------------- | ------------- | ------------ | ----- | ---- |
| Skulptur Heiliger Remigius | mit Konsole; Stein, 16. Jahrhundert | in der Kirche St-Rémi (Lage) | PM88000338    | Classé       | 1964  |      |